# The Lady in Number 6
The Lady in Number 6 é um filme documentário de curta-metragem dirigido e escrito por Malcolm Clarke. Vencedor do Oscar 2014, relata a história de Alice Herz-Sommer, uma pianista que sofreu ao Holocausto e morreu em 2014 com 110 anos.

## Prêmios
| Academia do Oscar | Academia do Oscar  | Academia do Oscar                    | Academia do Oscar            | Academia do Oscar |
| Prêmio            | Data da cerimônia  | Categoria                            | Indicados                    | Resultado         |
| ----------------- | ------------------ | ------------------------------------ | ---------------------------- | ----------------- |
| Oscar 2014        | 2 de março de 2014 | Melhor documentário — Curta-metragem | Malcolm Clarke Nicholas Reed | Venceu            |